# MTV ao Vivo: Nando Reis & Os Infernais
MTV ao Vivo: Nando Reis & Os Infernais é o primeiro álbum ao vivo e o primeiro DVD do cantor e compositor brasileiro Nando Reis em carreira solo, gravado em 19, 20 e 21 de junho de 2004 no Opinião, em Porto Alegre, e lançado em 13 de setembro do mesmo ano pela Universal Music. O álbum traz os grandes sucessos de sua carreira, como "Marvin (Patches)", "A Letra 'A'" e "O Mundo é Bão, Sebastião", além de canções inéditas, como "Por Onde Andei", "Pomar" (com participação da banda gaúcha Ultramen) e "Mantra". Há também a regravação de "Não Vou Me Adaptar", de Arnaldo Antunes.
A versão em DVD traz como material bônus, o making of do show e uma entrevista com o cantor, além de duas canções exclusivas ("Dessa Vez" e "Me Diga") e as regravações de "Sangue Latino", dos Secos & Molhados, e "My Pledge of Love", de Joe Stafford Jr, tendo como incidental "Fogo e Paixão", sucesso do cantor Wando.
Em 2010, gravaria mais um álbum para a série MTV ao Vivo, intitulado MTV ao Vivo: Nando Reis e Os Infernais - Bailão do Ruivão, com regravações e músicas do estilo brega/popular.
O álbum também marcou a despedida do baterista João Viana, filho do cantor Djavan, que voltaria a tocar com o pai, após trabalhar também com Cássia Eller. Seu lugar seria assumido por Diogo Gameiro, que participou como músico convidado na canção "Quase que Dezoito".

## Informações das faixas inéditas

### "Mantra"
"Mantra" foi incluída na trilha sonora da telenovela Começar de Novo, da Rede Globo. Ela foi escrita por Nando em parceria com Arnaldo Antunes e nasceu do esboço de uma canção que Paula Lavigne encomendou dele para Ricky Martin na época em que Nando estava gravando Volume Dois, com os Titãs.
Segundo Nando, muitas rádios controladas por pessoas evangélicas proibiram a execução da faixa por propagar outra crença religiosa, algo que o desapontou e que ele considerou como censura.
Nando levou a ideia de convidar os Hare Krishnas para participar da canção a uma reunião com a MTV e a gravadora Universal Music, mas a poucos dias da viagem a Porto Alegre, onde o show seria gravado, a gravadora comunicou que não arcaria mais com os custos para levar os convidados à cidade. Nando então decidiu pagar a viagem do próprio bolso. Após a primeira apresentação, que teria sido bem recebida pelo público, os empresários da Universal reconheceram o potencial da faixa e ela acabou virando o single do disco.

### "Por Onde Andei"
"Por Onde Andei" foi escrita após Nando sofrer um assalto em São Paulo. Antes de partir em seu carro, um dos ladrões abaixou o vidro, apontou-lhe uma arma e disse "bum! bum!". Nando acreditou que o bandido ia realmente disparar e matá-lo naquele momento, o que lhe provocou inúmeros pensamentos.
O verso "e a falta é a morte da esperança", segundo Nando, está errado; a letra original diria "a morte é a falta da esperança", mas ele errou durante a execução da faixa e esta versão acabou se oficializando.

### "Pomar"
A faixa foi escrita em parceria com Paulo Monteiro e tocada pela primeira banda de Nando, Os Camarões, formada especialmente para participar de um festival de música do Colégio Santa Cruz em 1979, no qual sagraram-se vencedores.

### "Do Seu Lado"
Esta já havia sido lançada pelo Jota Quest no MTV ao Vivo deles. Ela foi escrita por Nando em Taos, Estados Unidos, onde ele gravava overdubs para seu então futuro disco A Letra A com o produtor e baterista Barrett Martin. Barrett namorava uma índia que vivia num povoado próximo. Numa noite, Nando participou de um ritual xamânico com a tribo dela e, logo depois, sentou diante de uma lareira na casa de Barrett e escreveu rapidamente a faixa que, segundo ele, é possivelmente o seu maior sucesso.

## Lista de faixas

### CD
1. O Mundo é Bão, Sebastião!
2. A Letra 'A'
3. O Segundo Sol
4. Mantra (part. Hare Krishnas)
5. Luz dos Olhos
6. Por Onde Andei
7. Marvin (Patches)
8. No Recreio
9. Quase que Dezoito
10. Não Vou me Adaptar
11. All Star
12. Meu Aniversário
13. Relicário
14. Os Cegos do Castelo
15. Pomar (part. Ultramen)
16. Do Seu Lado
17. Mantra (part. Hare Krishnas; versão de estúdio)

### DVD
1. Mantra (part. Hare Krishnas)
2. O Mundo é Bão, Sebastião
3. A Letra 'A'
4. O Segundo Sol
5. Sangue Latino
6. Dessa Vez
7. Luz dos Olhos
8. Por Onde Andei
9. Marvin
10. No Recreio
11. Quase que Dezoito
12. Não Vou me Adaptar
13. All Star
14. Meu Aniversário/Relicário
15. Me Diga
16. Os Cegos do Castelo
17. Pomar (part. Ultramen)
18. Fogo e Paixão/My Pledge of Love
19. Do Seu Lado

## Créditos
Créditos dados pelo site Discos do Brasil.

#### Nando Reis & Os Infernais
- Nando Reis: voz e violão
- Carlos Pontual: guitarra e vocal de apoio (exceto "Meu Aniversário" e "Pomar")
- Alex Veley: teclados, órgão Hammond, clavinete e vocal de apoio (exceto "Meu Aniversário" e "Pomar")
- Felipe Cambraia: baixo e vocal de apoio (exceto "Meu Aniversário" e "Pomar")
- João Viana: bateria (exceto "Meu Aniversário", "Quase que Dezoito" e "Pomar")

#### Músicos convidados
- Diogo Gameiro: bateria em "Quase que Dezoito"

#### Ultramen ("Pomar")
- Tonho Crocco: voz
- Pedro Porto: baixo
- Júlio Porto: guitarra
- Zé Darcy: bateria
- Leonardo Boff: teclados
- Marcito e Malásia: percussão
- Anderson: DJ

#### Músicos convidados em "Mantra"
- André Gomes: cítara
- Acyuta, Pandaveya: karatalas
- Acyuta, Adveita, Krishna, Priya, Ananda, Narayana, Gita, Hari Darshana, Maharaj, Lila: vocais
- Hari Darshana: mridangam
- Maurício Barros: teclados
- Maharaj: harmônio